# Juncus dongchuanensis
Juncus dongchuanensis är en tågväxtart som beskrevs av K.F.Wu. Juncus dongchuanensis ingår i släktet tåg, och familjen tågväxter. Inga underarter finns listade i Catalogue of Life.